# Vietnamisation

Richard Nixon serre la main d'un soldat américain au Vietnam (1969).

La vietnamisation est une politique de l'administration Nixon lancée pour mettre progressivement fin à l'implication américaine dans la guerre du Viêt Nam. Cette politique vise à attribuer un rôle croissant aux forces  sud-vietnamiennes dans les combats par un programme d’accroissement, d'équipement et de formation militaire, tout en réduisant progressivement le nombre des troupes de combat américaines. Le terme fut inventé par Melvin Laird au cours d'une réunion du Conseil de sécurité nationale le 28 janvier 1969.
Poussée par l'offensive du Tết du Viet Cong, cette nouvelle politique concerne avant tout les troupes américaines de combat au sol, et non l'US Air Force ou le soutien au Sud Vietnam via la politique d'assistance militaire (en).